# 基努瓦班巴區

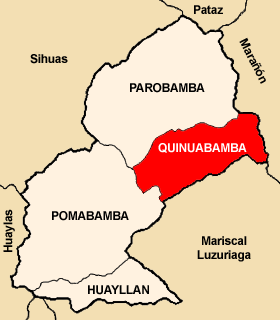

基努瓦班巴區（西班牙語：Distrito de Quinuabamba），是秘魯的一個區，位於該國北部安卡什大區的波馬班巴省，始建於1941年9月26日，面積146.06平方公里，海拔高度3,108米，2007年人口2,494，人口密度為每平方公里17.08人。